# 1390

## Esdeveniments
- Els turcs conquereixen Filadelfia l'últim assentament independent cristià grec a Anatòlia.[1]
- Comença el regne de Kaffa a l'actual Etiòpia.
- Es construeix el principal temple de Tenochtitlan.
- Creació Vescomtat de Xelva i Vilanova per part de Joan I d'Aragó en la persona de Pere Lladró de Vilanova, senyor de la vila aragonesa de Manzanera[2]